# Petrești, Bacău
Petrești este un sat în comuna Pâncești din județul Bacău, Moldova, România.